# Hành lang kinh tế Côn Minh – Hà Nội – Hải Phòng

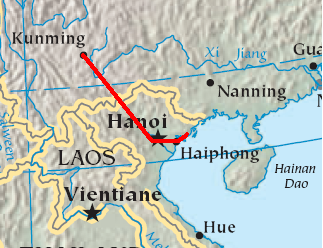
Hành lang kinh tế Côn Minh - Hà Nội - Hải Phòng

Hành lang kinh tế Côn Minh - Hà Nội - Hải Phòng (tên tiếng Anh: Kunming - Hanoi- Haiphong Economic Corridor) là một trong năm hành lang kinh tế của Tiểu vùng Sông Mekong Mở rộng (GMS) được Ngân hàng Phát triển châu Á viện trợ về tài chính và kỹ thuật để thành lập. Nó là một trong ba hành lang kinh tế Bắc - Nam của GMS. Nó đồng thời còn là một bộ phận của chương trình hợp tác "Hai hành lang, một vành đai" giữa Trung Quốc và Việt Nam. Trong chương trình này, nó được gọi bằng cái tên dài hơn là Hành lang kinh tế Côn Minh - Lào Cai - Hà Nội - Hải Phòng - Quảng Ninh (trước đây chỉ gọi là Hành lang kinh tế Côn Minh - Lào Cai - Hà Nội - Hải Phòng).
Đây là tuyến hành lang nhiều hình thức, gồm cả đường bộ, đường sắt, và đường sông. Đường sắt dựa trên tuyến đường mà thực dân Pháp đã xây dựng đầu thế kỷ XX. Đường sông dựa vào hệ thống sông Hồng và sông Thái Bình. Đường bộ dựa vào tuyến đường cao tốc Côn Minh - Hà Khẩu trên lãnh thổ Trung Quốc, các tuyến đường cao tốc Hà Nội - Lào Cai, quốc lộ 5, đường cao tốc Nội Bài - Hạ Long trên lãnh thổ Việt Nam.
Phạm vi của hành lang kinh tế này bao trùm 4 thành phố, châu tự trị của Trung Quốc và tám tỉnh, thành miền Bắc Việt Nam. Đó là: Côn Minh, Ngọc Khê, Hồng Hà và Văn Sơn; Lào Cai, Yên Bái, Phú Thọ, Vĩnh Phúc, Hà Nội, Hưng Yên, Hải Dương, Hải Phòng và Quảng Ninh.